# Sundarijal
Sundarijal (Nepali सुन्दरीजल) ist ein Dorf und ein ehemaliges Village Development Committee (VDC) in Nepal im Distrikt Kathmandu.
Das VDC Sundarijal liegt in der stark bewaldeten Hügellandschaft nordöstlich des Kathmandutals. Das Quellgebiet des Bagmati liegt in Sundarijal. Ein Großteil des VDCs liegt innerhalb des Shivapuri-Nagarjun-Nationalparks.
Ende 2014 wurde das VDC in die neugegründete Stadt Gokarneswor eingegliedert.

## Einwohner
Bei der Volkszählung 2011 hatte das VDC Sundarijal 2552 Einwohner (davon 1252 männlich) in 547 Haushalten.

## Dörfer und Weiler
Sundarijal besteht aus mehreren Dörfern und Weilern. 
Die wichtigsten sind:
- Mulkharka (1770 m ⊙)
- Sundarijal (1395 m ⊙)